# WHDH-Sendeturm
Der WHDH-Sendeturm ist ein 1960 errichteter, 323,8 Meter hoher freistehender Stahlfachwerkturm in Newton, Massachusetts, USA. Der WHDH-Sendeturm ist einer der höchsten freistehenden Sendetürme in den USA. Ohne die Antennenspitze ist der Turm 304,8 Meter hoch.